# Boko (Bantusprache)
Boko (auch Iboko) ist eine Bantusprache, die von circa 21.000 Menschen in der Demokratischen Republik Kongo gesprochen wird. 
Sie ist in der ehemaligen Provinz Équateur stromaufwärts des Flusses Kongo ab der Stadt Mbandaka verbreitet.

## Klassifikation
Boko bildet mit den Sprachen Bamwe, Bangi, Bolia, Bolondo, Bomboli, Bomboma, Bozaba, Dzando, Lobala, Mabaale, Moi, Ntomba, Sakata, Sengele und Yamongeri die Bangi-Ntomba-Gruppe und gehört zur Guthrie-Zone C40.